# Verkiezingen voor het Europees Parlement 1995
Naar aanleiding van de toetreding van Zweden per 1 januari 1995 tot de Europese Unie werden in 1995 in dat land tussentijdse verkiezingen voor het Europees Parlement gehouden.
Sinds 1 januari 1995 was Zweden in het Europees Parlement vertegenwoordigd geweest door op een tijdelijke basis benoemde afgevaardigden.
De verkiezingen in Zweden werden gehouden op 17 september 1995. Aan Zweden werden 22 zetels in het Europees Parlement toegedeeld.
Het totaal aantal zetels in het Europees Parlement steeg door deze verkiezingen naar 589.
Tussentijdse verkiezingen voor het Europees Parlement in Finland en Oostenrijk, die eveneens op 1 januari 1995 waren toegetreden tot de Europese Unie, werden eerst in het najaar van 1996 gehouden.